# 제이컵 아티스트
제이컵 아티스트(Jacob Artist, 1992년 10월 17일 ~ )는 미국의 배우이다.

## 작품 목록
- 버진 스노우